# Ollersdorf im Burgenland
Ollersdorf im Burgenland ist eine Marktgemeinde im Bezirk Güssing im Burgenland in Österreich mit 959 Einwohnern (Stand 1. Jänner 2024). Der ungarische Ortsname der Gemeinde ist Barátfalva und der kroatische Fratrovo Selo.

## Geografie
Die Marktgemeinde Ollersdorf im Burgenland liegt in der Thermenregion Südburgenland direkt an der Nord-Süd-Bundesstraße 57 zwischen Oberwart und Güssing.
Der Ort ist durch den Strembach in zwei Hälften geteilt.

### Gemeindegliederung
Zur Ortschaft Ollersdorf im Burgenland zählen auch die Ortsteile Anger, Bergen, Graben, Hocheck, Sauberg und Waldsiedlung.

### Nachbargemeinden
| Stinatz               | Litzelsdorf (Bezirk Oberwart)               |           |
| Hackerberg            | Kompassrose, die auf Nachbargemeinden zeigt | Olbendorf |
| Burgauberg-Neudauberg | Stegersbach                                 |           |

## Geschichte
Im Jahr 1333 erfolgte die erste urkundliche Erwähnung von Ollersdorf, jedoch unter einem anderen Namen. Von 1400 bis 1600 fanden sich die Namensformen „Araand“, „Aran“, „Arad“, meistens aber „Arand“. Ab 1609 kam der Ort zu seinem heutigen Namen Ollersdorf. Die umgangssprachliche Form lautet „Ullisdorf“ oder „Ullaschdoaf“.
Über 200 Jahre (um 1549) später besaß Graf Franz Batthyany auf dem Gebiet acht Gehöfte und eine Mühle. Anfang des 17. Jahrhunderts wurde die ursprüngliche Siedlung durch die Haiduken zerstört. Diese lag östlich vom heutigen Ort. Es erfolgten 1609 die Neugründung im Stremtal unter dem Namen „Ollersdorf“ und 1760 die Errichtung der Schule. Mitte des 19. Jahrhunderts, 1862, wurden die Besitzungen des Grafen Batthyany in Ollersdorf durch die Gemeinde aufgekauft.
Der Ort gehörte wie das gesamte Burgenland bis 1920/21 zu Ungarn (Deutsch-Westungarn). Seit 1898 musste aufgrund der Magyarisierungspolitik der Regierung in Budapest der ungarische Ortsname Barátfalva verwendet werden.
Nach Ende des Ersten Weltkriegs wurde nach zähen Verhandlungen Deutsch-Westungarn in den Verträgen von St. Germain und Trianon 1919 Österreich zugesprochen. Der Ort gehört seit 1921 zum neu gegründeten Bundesland Burgenland (siehe auch Geschichte des Burgenlandes).
1926 wurde mit der Elektrifizierung der Ortsteile Dorf und Anger begonnen. Während des Zweiten Weltkriegs (1939–1945) war Ollersdorf Frontgebiet. Die Strembachbrücke wurde gesprengt, sieben Häuser brannten nieder und einige Ortsbewohner starben. Nach dem Krieg folgte von 1945 bis 1955 die Besatzungszeit in der Sowjetischen Zone. In dieser Zeit wurden die Bundesstraße ausgebaut sowie das Rüst- und Gemeindehaus neu errichtet (1950–1952). Im Jahr 1971 erfolgte die Gemeindezusammenlegung mit Hackerberg und Wörterberg, 1974 die Eröffnung des Kindergartens, 1976 die Fertigstellung des Sportlerheims und der Kindergartenzubau, 1977 die Errichtung der Leichenhalle und die Einweihung des Musikerheims.
Weitere Baumaßnahmen wurden getroffen: der Umbau der Volksschule, ein Kirchenzubau mit Kirchturmrenovierung (1981/82), die Erweiterung des Gemeindehauses und Errichtung eines Postamtes (1986/87), die Renovierung der Kirche (1993–1994) und 1995 bzw. 1996 eine Erweiterung des Sportlerheims, die Errichtung von Tennisplätzen und der Spatenstich für den Golfplatz. 1991 war Ollersdorf zur Marktgemeinde erhoben worden. Im Jahr 1991 erfolgte die Auflösung der Großgemeinde; Hackerberg und Wörterberg wurden selbstständige Gemeinden.
Am 8. Februar 2004 kam es zu einer folgenschweren Explosion im Feuerwehr- und Gemeindehaus. Ausgelöst wurde sie durch das Überspringen eines Funkens auf eine undichte Gasflasche. Die beschädigten Gebäude mussten abgerissen werden. 2006 wurde der Neubau des Feuerwehr- und Gemeindehauses samt einer Arztpraxis eröffnet.

## Kultur und Sehenswürdigkeiten

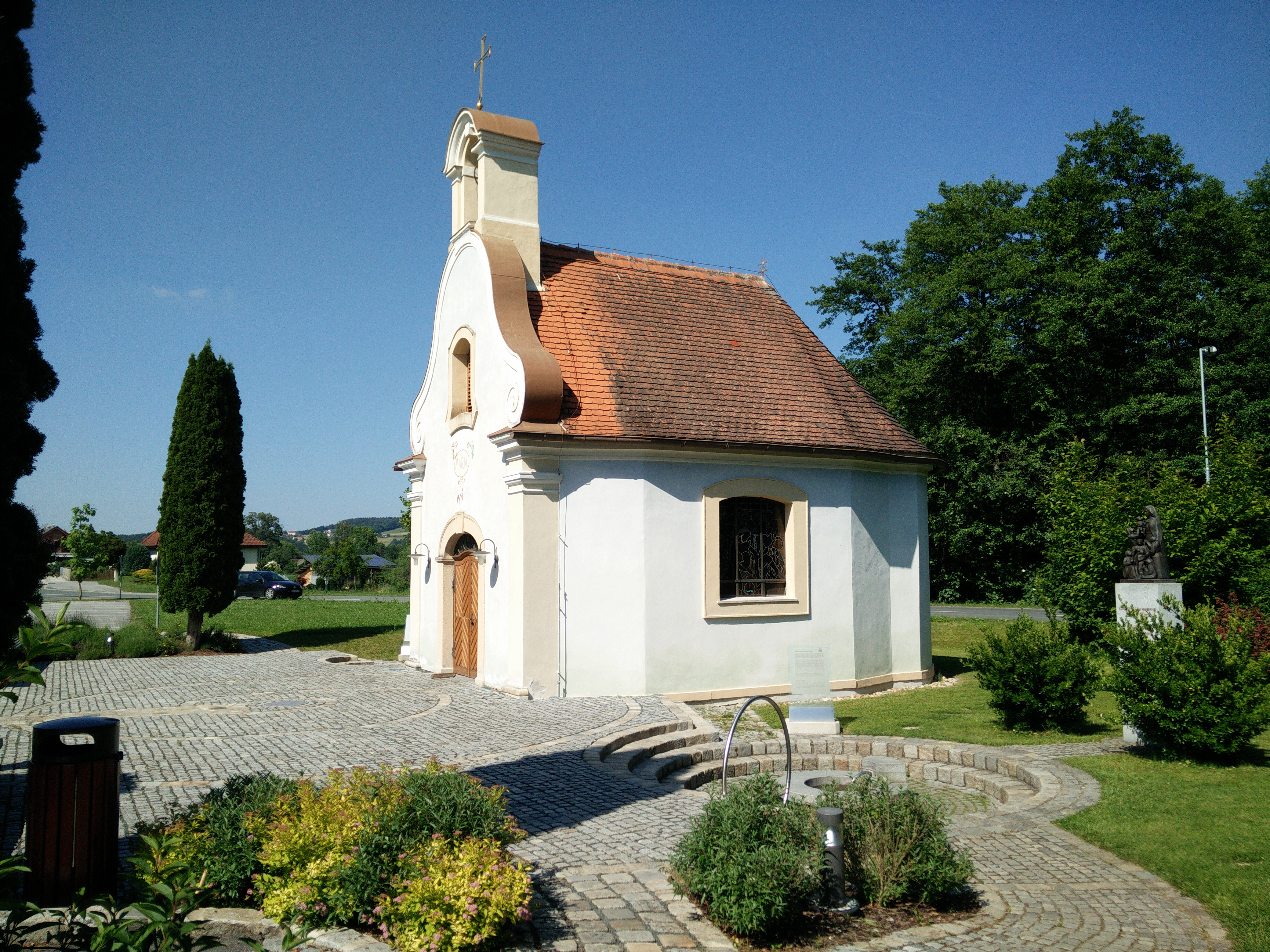
Marienquelle Ollersdorf

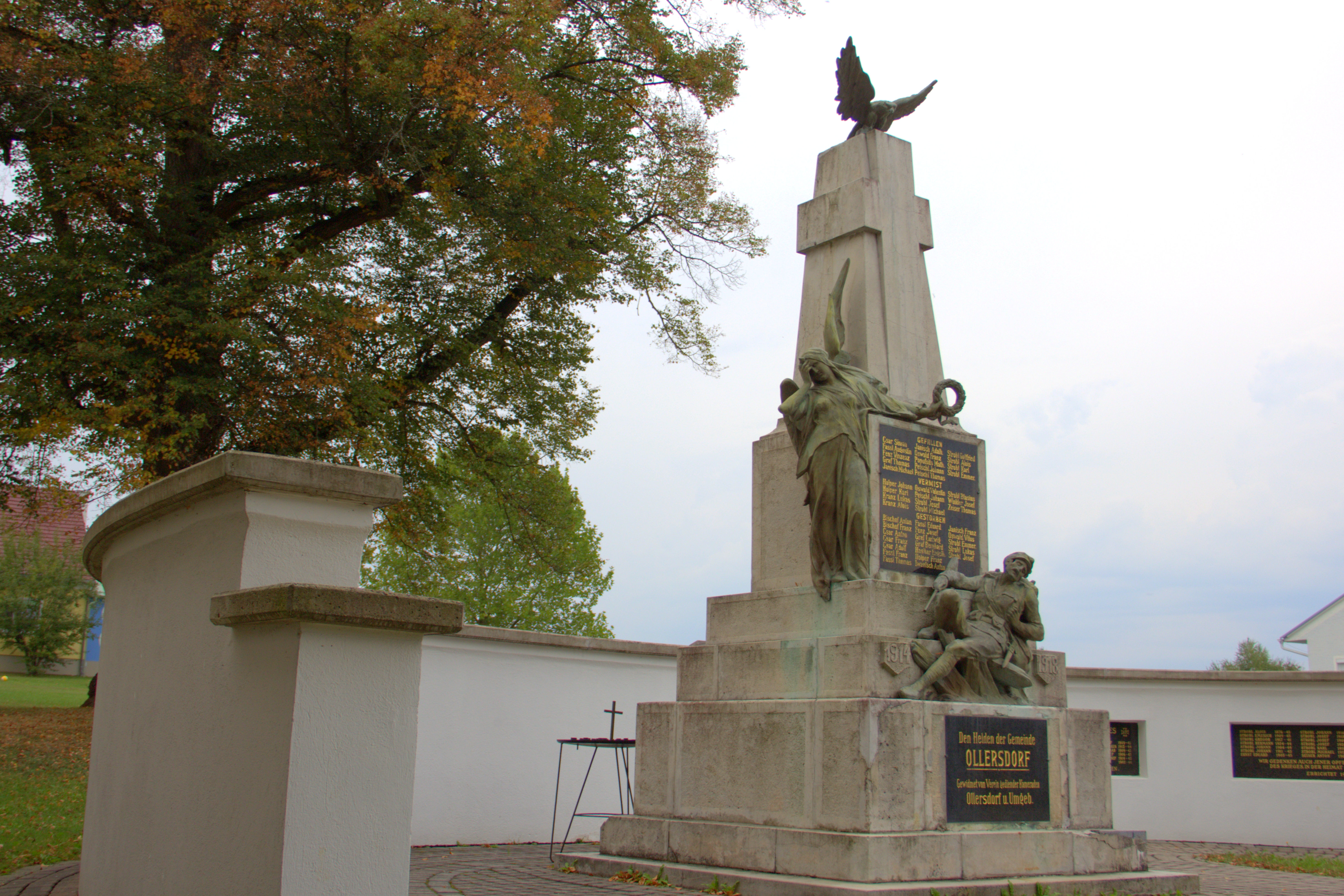
Kriegerdenkmal Ollersdorf

- Pfarrkirche Ollersdorf im Burgenland: Seit 1519 ist Ollersdorf als marianischer Wallfahrtsort bekannt. Die katholische Pfarr- und Wallfahrtskirche Maria Himmelfahrt, die aus der Barockzeit stammt, wird von zahlreichen Wallfahrern besucht. Gegenüber der Wallfahrtskirche befindet sich die Gnadenkapelle Maria Helferin mit einem Gnadenbild und einer Quelle, der hohe Heilwirkung zugesprochen wird. Jedes Jahr findet am 15. August, am Großen Frauentag, eine Wallfahrt von den umliegenden Gemeinden zur Ollersdorfer Wallfahrtskirche statt. Im Rahmen des Festgottesdienstes findet eine Feldmesse in deutscher und kroatischer Sprache statt.
- Gnadenbild Maria Helferin: An einer Stelle, wo Wasser aus dem Boden sprudelte, wurde 1626 das Marienbild Maria Helferin aufgefunden. Bald wurde eine Kapelle über diese Stelle gebaut und 1768 erneuert, nachdem sie fast dem Verfall nahe war. Der Bau der heutigen Kapelle für das Gnadenbild Maria Helferin erfolgte 1955. Im Jahr 1986 wurden der Platz rund um die Quelle und die Wallfahrtsstätte baulich neu gestaltet.

### Sport
Außer dem Golfplatz Stegersbach, der sich zum Teil auf Ollersdorfer Gemeindegebiet erstreckt, befinden sich ein Tennisverein und ein Fußballverein im Ort. Ebenfalls findet man einen Skaterplatz, einen Eislaufplatz und einen Kinderspielplatz hier.

## Wirtschaft und Infrastruktur
- Vereine: Die Freiwillige Feuerwehr, der Sportverein, der Gesangverein, die Theatergruppe, der Musikverein, der Verschönerungsverein, die Jagdgesellschaft und der Dreigesang sind die wichtigsten Organisationen und damit wichtige Träger der Dorfgemeinschaft.
- Kindergarten: Die Caritas Burgenland betreibt in Ollersdorf einen Kindergarten.[4]
- Schule: In Ollersdorf gibt es eine Volksschule.[5]

## Politik

### Gemeinderat
Der Gemeinderat umfasst aufgrund der Anzahl der Wahlberechtigten insgesamt 19 Mitglieder.
| Partei          | 2022  | 2022  | 2022  | 2017    | 2017    | 2017    | 2012             | 2012             | 2012             | 2007             | 2007             | 2007             | 2002    | 2002    | 2002    | 1997    | 1997    | 1997    |
| Partei          | Sti.  | %     | M.    | Sti.    | %       | M.      | Sti.             | %                | M.               | Sti.             | %                | M.               | Sti.    | %       | M.      | Sti.    | %       | M.      |
| --------------- | ----- | ----- | ----- | ------- | ------- | ------- | ---------------- | ---------------- | ---------------- | ---------------- | ---------------- | ---------------- | ------- | ------- | ------- | ------- | ------- | ------- |
| ÖVP             | 434   | 48,39 | 10    | 527     | 61,93   | 12      | 517              | 57,64            | 11               | 523              | 63,78            | 12               | 519     | 59,72   | 9       | 441     | 55,89   | 9       |
| SPÖ             | 420   | 47.35 | 9     | 265     | 31,14   | 6       | 380              | 42,36            | 8                | 297              | 36,22            | 7                | 337     | 38,78   | 6       | 278     | 35,23   | 5       |
| FPÖ             | 33    | 3,72  | 0     | 59      | 6,93    | 1       | nicht kandidiert | nicht kandidiert | nicht kandidiert | nicht kandidiert | nicht kandidiert | nicht kandidiert | 13      | 1,50    | 0       | 70      | 8,87    | 1       |
| Wahlberechtigte | 1052  | 1052  | 1052  | 1048    | 1048    | 1048    | 1056             | 1056             | 1056             | 1004             | 1004             | 1004             | 984     | 984     | 984     | 874     | 874     | 874     |
| Wahlbeteiligung | 90,11 | 90,11 | 90,11 | 89,31 % | 89,31 % | 89,31 % | 91,86 %          | 91,86 %          | 91,86 %          | 88,45 %          | 88,45 %          | 88,45 %          | 91,57 % | 91,57 % | 91,57 % | 94,51 % | 94,51 % | 94,51 % |

### Gemeindevorstand
Neben Bürgermeister Bernd Strobl (ÖVP) und Vizebürgermeisterin Tanja Illedits (SPÖ) gehören die geschäftsführenden Gemeinderäte Richard Kranz (ÖVP), Maximilian Toth (ÖVP) und Mario Hofer (SPÖ) dem Gemeindevorstand an.

### Bürgermeister
Bürgermeister ist Bernd Strobl (ÖVP). Er war seit 1988 im Gemeindeamt beschäftigt, war seit 2000 Amtsleiter und wurde vom Gemeinderat am 3. Mai 2012 zum Nachfolger von Oskar Fencz (ÖVP) gewählt. Fencz übernahm 1987, damals noch „Großgemeinde Ollersdorf-Hackerberg-Wörterberg“, das Amt des Bürgermeisters. Er legte aus Altersgründen mit 16. April 2012 sein Amt zurück. Bei der Bürgermeisterdirektwahl am 7. Oktober 2012 wurde er von 63,66 % der Wähler in seinem Amt bestätigt. Er erreichte damit um 6,02 % mehr Stimmen, als seine ÖVP und konnte seinen Mitbewerber Heschl (SPÖ), der auf 27,41 % kam, klar distanzieren.
Bei der Gemeinderatswahl am 1. Oktober 2017 trat erstmals mit Silvia Heschl (SPÖ) eine Frau als Bürgermeisterkandidatin in Ollersdorf an. Strobl wurde mit 72,59 % in seinem Amt bestätigt. Zum Vizebürgermeister wurde vom Gemeinderat Richard Kranz (ÖVP) gewählt.

### Bürgermeister seit 1946
Quelle: Atlas Burgenland
- 1946–1950 Thomas Strobl (SPÖ)
- 1950–1958 Ludwig Janisch (ÖVP)
- 1958–1981 Wilhelm Holper (SPÖ)
- 1981–1987 Alfred Heschl (SPÖ)
- 1987–2012 Oskar Fencz (ÖVP)
- seit 2012 Bernd Strobl (ÖVP)

## Persönlichkeiten
- Ewald Pfleger, Mitglied der Popmusikgruppe Opus, komponierte den Welthit Live is Life
- Heinz Peischl, ehemaliger Fußball-Teamspieler und Co-Trainer des Nationalteams
- Wilhelm Holper, Politiker
- Josef Lehner, Bildhauer
- Wolfgang Ivancsics, Bundesinnungsmeister

### Ehrenbürger der Gemeinde
- Oskar Fencz (verliehen am 22. August 2012) – Altbürgermeister von 1987 bis 2012[16]